# توچیگی (شهر)
توچیگی در استان توچیگی در کشور ژاپن واقع شده‌است که دارای جمعیت نفر و مساحت کیلومتر مربع با تراکم جمعیت نفر در کیلومترمربع است و در تاریخ ۴ ژانویه ۱۸۹۹ به عنوان شهر شناخته شد.